# انقلاب مانگنیجی
انقلاب مانگنیجی (به کره‌ای: 막리지의 난)، انقلابی بود که در اکتبر سال ۶۴۲ میلای (بیست و چهارمین سال سلطنت امپراتور یونگ‌نیو) توسط یون گه‌سومون در پیونگ‌یانگ گوگوریو رخ داد. یون گه‌سومون که در آن زمان یک ژنرال و حاکم از خاندان قدرتمند یون از گوگوریو بود و از تصمیمات امپراتور و عمویش یون ته‌سو که در آن زمان مانگنیجی گوگوریو بود و دیگر وزیران دربار که مبنی بر صلح و سازش با دودمان تانگ بود ناراضی بود وی که این را ضعف می‌دانست کودتایی علیه امپراتور و دربار انجام داد. وی در این کودتا ۱۰۰ تا ۱۸۰ وزیر و مقام دربار طرفدار صلح با تانگ بودند را کشت و امپراتور یونگ‌نیو را از سلطنت برکنار کرد. وی سپس پادشاه گو جانگ را بر تخت سلطنت نشاند و قدرت را به دست گرفت، و عنوان «ته مانگنیجی» را به خودش اختصاص داد.

## پیش‌زمینه

### ظهور جناح صلح‌طلب
از زمانی که امپراتور پیونگ‌وون در سال ۵۸۶ میلادی کاخ جدیدی ساخت و پایتخت را به پیونگ‌یانگ منتقل کرد، اختلافات میان گونگنه پایتخت قدیمی و پیونگ‌یانگ پایتخت نو شدت گرفت. گونگنه از سال ۳ میلادی زمانی که پادشاه یوری پایتخت را به آنجا منتقل کرد، تا سال ۴۲۷ میلادی که امپراتور جانگسو پایتخت را به پیونگ‌یانگ برد، به مدت بیش از ۴۰۰ سال پایتخت گوگوریو بود. به همین دلیل، مشروعیت و نفوذ جناح‌های آن به حدی بود که دولت مرکزی در پیونگ‌یانگ نمی‌توانست آنان را نادیده بگیرد. در واقع، هدف پادشاه جانگسو از انتقال پایتخت به پیونگ‌یانگ این بود که از گونگنه، که تحت کنترل پنج قبیله قدرتمند حاکم بر گوگوریو قرار داشت، فاصله بگیرد و با ایجاد یک پایتخت جدید، نیروهای تازه‌ای را در آنجا شکل دهد و قدرت گونگنه را کاهش داده و در نتیجه، اقتدار سلطنت را تقویت کند. از سوی دیگر، جناح گونگنه و جناح پیونگ‌یانگ در طول جنگ‌های گوگوریو–سویی با همکاری یکدیگر توانستند ارتش سه میلیون نفری امپراتور یانگدی را طی چهار سری تهاجم بزرگ از ۵۹۸ تا ۶۱۷ دفع کنند و به پیروزی برسند. اما پس از فروپاشی دودمان سویی و قدرت‌گیری دودمان تانگ، که نشانه‌هایی از قصد حمله به گوگوریو را نشان می‌داد، این دو جناح از هم جدا شدند. در این زمان، به رهبری امپراتور یونگ‌نیو، دو دیدگاه شکل گرفت: جناح خودخوانده صلح‌طلب (주화파) که خواستار همزیستی و سازش و خدمت به دودمان تانگ بود، و جناح مورد خطاب جنگ‌طلب (주전파) که مانند دوران دودمان سویی، به دنبال روابط برابر و مستقل بعنوان امپراطوری-امپراطوری بود، نه امپراطوری-پادشاهی خراجگزار و تابع؛ گونگنه، با ۴۰۰ سال سابقه به‌عنوان پایتخت، پایگاه پنج بخش گوگوریو بود و جناح صلح‌طلب متشکل از این قبایل، که منافع خود را را بر منافع ملی ترجیح می‌دادند خواستار پرهیز از جنگ بوده و در آنجا دست بالا را داشتند. در مقابل، پیونگ‌یانگ، به‌عنوان پایتخت جدید، پایگاه جناح ضدتانگ شد که نیروهای نوظهور در آن نقش اصلی را ایفا می‌کردند.
پادشاه یونگ‌نیو، قهرمان جنگی گوگوریو که همراه اولجی موندوک، در جنگ گوگوریو-سو به پیروزی دست یافت، او پس از درگذشت برادرش پادشاه یونگ‌یانگ که سیاست‌های سخت‌گیرانه‌ای داشت، به تخت نشست و همواره سیاست‌های دوستانه و تابعانه با سلسله تانگ در پیش گرفت. وزیران صلح‌طلب، که حول پادشاه گرد آمده بودند، کنترل دربار را در دست گرفتند و سیاست‌های کشور را تعیین می‌کردند. پادشاه یونگ‌ریو با پیروی از خط‌مشی صلح‌طلبانه، اقداماتی برای تقویت روابط با سلسله تانگ انجام داد:
- مبادله زندانیان جنگی: او با تانگ توافق کرد تا اسرای جنگ گوگوریو–سویی را که در جریان نبرد اسیر گوگوریو شده بودند، آزاد کند.
- واردات مکتب تائو: یونگ‌نیو تائوئیسم را به خواست دربار تانگ از چین وارد کرد و به این ترتیب آیینهای سنتی گوگوریو و بودا زیر سوال رفتند.
- روابط جدید: در زمینه‌های مختلف با تانگ تعامل بوجود آمد، گوگوریو بعنوان یک پادشاهی زیردست تانگ شناخته شد و معین شد خراج بدهند و در سیاست‌های گوگوریو دخالت کنند، موارد بسیار دیگری نیز شکل گرفت که در تاریخ نسبتاً مجهول مانده‌اند، مثل درخواست ارائه نقشه دقیق سرزمین گوگوریو.

در نهایت، دودمان تانگ به پادشاه یونگ‌نیو عنوان «پادشاه گوگوریو، ارباب عالی لیائودونگ» را اعطا کرد. این اقدام، که نشان‌دهنده نزدیکی بیشتر به تانگ بود، خشم و نارضایتی جناح دیگر در پیونگ‌یانگ را برانگیخت (خطابه قرار دادن بی سابقه حاکم گوگوریو و ادعا بر لیائودونگ که از بنیادهای گوگوریو بود و آخرین سرزمینی بود که بازماندگان هان را از آن بیرون کردند). پس از آنکه امپراتور تایزونگ با کشتن ولیعهد لی جیان‌چنگ و فشار بر امپراتور گائوزو برای واگذاری تخت به قدرت رسید، پادشاه یونگ‌نیو برای حفظ روابط دوستانه، سفیرانی به دربار تانگ فرستاد و تبادلات را ادامه داد. پادشاهی‌های بکجه و شیلا به تانگ شکایت کردند که گوگوریو مسیر دسترسی آن‌ها به چین را مسدود کرده است. در واکنش، تانگ از گوگوریو خواست تا با این دو پادشاهی صلح کند. پادشاه یونگ‌نیو این درخواست امپراتور تای‌زونگ را پذیرفت و با بکجه و شیلا آشتی کرد. به این ترتیب، یونگ‌نیو با اتخاذ سیاست‌های صلح‌طلبانه و هماهنگی با تانگ، نه تنها روابط خارجی گوگوریو را مدیریت کرد، بلکه به ثبات داخلی کشور نیز کمک کرد، هرچند این اقدامات همیشه با موافقت همه جناح‌های داخلی همراه نبود.

## اتفاقات
نارضایتی فزاینده جناح ضدتانگ با محدود شدن موضع پادشاه یونگ‌نیو، شدیدتر شد اما پادشاه یونگ نیو و جناح صلح نه تنها نارضایتی جناح طرفدار جنگ را نادیده گرفتند، بلکه وارد کردن مکاتب جدید بت‌پرستی از تانگ را نیز توسعه دادند و در نهایت حتی بر توقف ساخت دیوار بزرگ که برای دفاع در برابر حملات تانگ انجام می‌شد، اصرار ورزیدند. در این زمان، یون گه‌سومون که جانشین پدرش یون ته‌جو شده بود و بر ساخت دیوار بزرگ مرزی نظارت داشت، به شدت با این حجم از انفعال و دستورالعمل های تمام نشدنی تانگ مخالفت کرد. یون گه‌سومون از قبل چهره‌ای کلیدی در جناح طرفدار جنگ بود و موقعیت بزرگی در قلعه پیونگ‌یانگ داشت، بنابراین جناح ضد صلح طلبان به شدت از مخالفت او متزلزل شد. همچنین اختلافات داخلی در میان خانواده سلطنتی وجود داشت. در اصل، در میان فرزندان امپراتور پیونگ‌وون بیست و پنجمین امپراتور گوگوریو، گو وون پسر بزرگتر و گو گونمو پسر دوم وارث تاج و تخت بودند، اما پسر سوم گو ته‌یانگ، وارث تاج و تخت نشد، بنابراین او از رقابت برای تاج و تخت کنار گذاشته شد. به همین دلیل بود که نیروهایی که از امپراتور یونگ‌یانگ پیروی می‌کردند از دولت فعلی ناراضی بودند. در این شرایط، گو جانگ پسر بزرگ گو ته‌یانگ، با تبانی با یون گه‌سومون و تکیه بر جناح جوجون، تلاش کرد تا تاج و تخت را به دست گیرد.
پادشاه یونگ‌نیو و وزرای جناح صلح، با آگاهی از افکار عمومی مبنی بر اینکه جناح جنگ و جناح گو ته‌یانگ در حال جمع شدن دور یون گه‌سومون هستند، از نفوذ و شخصیت او ترسیدند و سعی کردند زودتر از شر یون گه‌سومون خلاص شوند اما یون گه‌سومون که احساس کرده بود پادشاه یونگ‌نیو در تلاش برای خلاص شدن از شر اوست، با نزدیکان خود و جناح جنگ توطئه کرد تا پادشاه یونگ‌نیو و جناح سازش‌کار را ریشه کن کند.

### ترور پادشاه و به قدرت رسیدن گو جانگ
در اکتبر ۶۴۲ میلادی او حدود ۱۰۰ وزیر را که گمان می‌رود از جناح صلح بودند (نیهون شوکی بیان می‌کند که این تعداد «حدود ۱۸۰ نفر» بودند) به رژه نیروهایی که او فرماندهی می‌کرد دعوت کرد و سپس به سمت دیوار بزرگ حرکت کرد، همه آنها را کشت و با حمله به کاخ در قلعه پیونگ‌یانگ و کشتن پادشاه یونگ‌نیو، کودتایی را ترتیب داد. یون گه‌سومون، پادشاه یونگ‌نیو را که در تلاش برای فرار بود، دستگیر و کشت، سپس بدن او را تکه‌تکه کرد و سر و اندام‌های او را در خیابان آویزان کرد. سپس گوجانگ را به عنوان پادشاه بوجانگ به تخت نشاند و ته مانگنیجی (막리지) را ایجاد کرد که قدرت بیشتری نسبت به مانگنیجی (대막리지)، مناصب سطح نخست‌وزیری گوگوریو که توسط پدربزرگش یون جایو و پدرش یون ته‌جو در اختیار داشتند، داشت و خود را در آن مقام قرار داد. در مورد کودتای او، نویسنده تو هیونشین در کتاب تاریخ شگفت‌انگیز کره (سوهه‌مونجیپ) می‌نویسد که این حادثه ناشی از خشم علیه ضعف و تحقیر گسترده و بی سابقه در روابط پادشاه یونگ‌نیو نسبت به تانگ بوده است. او معتقد است که ارتش با تمایلات وطن‌پرستانه خود به جناح ضدسازش که نماد آن یون گه‌سومون بود پیوست و کودتایی ترتیب دادند و پادشاه یونگ‌نیو را ترور کردند.